# Aleksejs Višņakovs
Aleksejs Višņakovs, född den 3 februari 1984 i Riga, är en lettisk fotbollsspelare som sedan februari 2016 spelar i FK RFS. Han har spelat 57 matcher för Lettlands fotbollslandslag mellan 2004 och 2014.